# Newport Castle
Newport Castle (walisisk: Castell Casnewydd) er ruinen af en borg fra middelalderen i Newport, Wales. Den blev opført i 1300-tallet, sandsynligvis af Hugh de Audley, 1. jarl af Gloucester eller hans svigersøn Ralph, jarl af Stafford, med det formål at kontrollere passagen over floden Usk. Borgen blev brugt som administrationscenter for området til at indsamle skatter og afgifter fra lokale lejere, og den blev også brugt til garnison. I 1402 blev den angrebet og ødelagt af Owain Glyndŵr.
I 1522 var den i forfald, og den blev overtaget af Oliver Cromwells tropper under den engelske borgerkrig. I de følgende århundreder gik den yderligere i forfald.
Siden 1951 har det været en listed building af 2. grad.